# Cabo Aristizábal
El Cabo Aristizábal es un accidente geográfico costero del Golfo San Jorge, ubicado en el departamento Escalante de la Provincia del Chubut (Patagonia Argentina). Se encuentra en la península Aristizábal, a aproximadamente 11 km al sur de la localidad de Bahía Bustamante y a 100 km al noreste de la ciudad de Comodoro Rivadavia. Frente a este cabo se halla la pequeña isla Aristizábal y a poco distancia la isla Coco. En este cabo se encuentra un faro del mismo nombre. La costa en torno al cabo Aristizábal está compuesta por rocas porfiritas, con presencia de acantilado en algunos tramos.
El nombre de este cabo fue impuesto por Juan Antonio Gutiérrez de la Concha en honor al oficial de la marina española del siglo XVIII Gabriel de Aristizábal, quien participó de la expedición Malaspina, que fuera financiada por la Corona española en la época ilustrada de Carlos IV, entre los año 1789 y 1794.
En 2008 se creó el Parque Interjurisdiccional Marino Costero Patagonia Austral, el cual incluye al cabo Aristizábal.